# 당진동
당진1동(唐津1洞), 당진2동(唐津2洞), 당진3동(唐津3洞)은 당진시의 행정동으로, 역천의 지류 우안에 위치하고 있다. 당진평야의 농산물을 집산하며 무명, 명주 등을 거래하고 있다. 부근에는 영랑사(보물 제409호)와 안국사지 석조여래삼존입상(보물 제100호), 석탑(보물 제101호) 등의 고적이 있다.
시 승격과 동시에 11개 법정리는 모두 법정동으로 변경되었으며, 행정동으로 당진1동 · 당진2동 · 당진3동이 신설되었다.

## 역사
- 백제시대 : 벌수지현
- 통일신라시대 : 혜성군 당진현
- 1914년 : 당진군 이배면
- 1917년 : 당진군 당진면
- 1963년 : 당진군 당진읍
- 2012년 : 당진시 당진1동, 당진2동, 당진3동

## 당진1동
- 읍내동(邑內洞)
- 수청동(水淸洞)

## 당진2동
- 채운동(彩雲洞)
- 대덕동(大德洞)
- 행정동(杏亭洞)
- 용연동(龍淵洞)
- 사기소동(沙器所洞)
- 구룡동(九龍洞)

## 당진3동
- 우두동(牛頭洞)
- 원당동(元堂洞)
- 시곡동(枾谷洞)

## 주요 기관

### 관공서
- 당진시청
- 당진1동 행정복지센터
- 당진2동 행정복지센터
- 당진3동 행정복지센터
- 당진경찰서
- 당진소방서
- 대전지방법원 당진등기소
- 대전지방법원 서산지원 당진시법원
- 예산세무서 당진지역 민원봉사실

- 사무실

### 의료 기관
- 당진시보건소
- 당진백병원

### 학교
- 당진초등학교 (읍내동)
- 탑동초등학교 (채운동)
- 원당초등학교 (원당동)
- 계성초등학교 (읍내동)
- 성당초등학교 (사기소동)
- 용연초등학교 (폐교) - 용연로 19-17 (용연동)
- 혜성초등학교 (수청동)
- 수청초등학교 (수청동)
- 당진중학교 (채운동)
- 수청중학교 (수청동)
- 원당중학교 (원당동)
- 호서중학교 (읍내동)
- 당진고등학교
- 당진정보고등학교
- 호서고등학교

## 아파트
| 단지명                       | 건설사                      | 시행사                                     | 주소           | 주소   | 입주        | 비고              |
| ---------------------------- | --------------------------- | ------------------------------------------ | -------------- | ------ | ----------- | ----------------- |
| 대덕수청 시티프라디움        | 시티건설㈜                  | ㈜시티종합건설                             |                | 대덕동 | 2020년 12월 |                   |
| 대덕수청 시티프라디움        | 시티건설㈜                  | ㈜시티글로벌                               |                | 대덕동 | 2021년 3월  |                   |
| 수청지구 한성필하우스        | 한성건설㈜                  | ㈜삼보개발                                 | 남부로 200     | 대덕동 | 2016년 8월  |                   |
| 대덕수청 중흥S-클래스 파크힐 | 중흥건설                    | ㈜세흥산업개발                             | 대덕1로 102-15 | 대덕동 | 2020년 7월  |                   |
| 대덕수청 중흥S-클래스 포레힐 | 중흥건설                    | ㈜중흥카이트제십구호위탁관리부동산투자회사 | 대덕1로 102-57 | 대덕동 | 2024년 4월  | 공공지원 민간임대 |
| 당진원당 주공1단지           | 두진하이텍㈜ 우석종합건설㈜ | 대한주택공사                               | 밤절로 103     | 원당동 | 2003년 12월 |                   |
| 당진원당 주공그린빌          | 동산건설㈜ 케이티건설㈜     | 대한주택공사                               | 밤절로 104     | 원당동 | 2005년 11월 |                   |
| 원당 부경파크빌              | ㈜부경                      | ㈜부경                                     |                | 원당동 | 2005년 7월  |                   |
| 원당 부경파크빌              | ㈜부경                      | ㈜부경                                     | 2005년 11월    | 원당동 |             |                   |
| 원당 한라비발디              | HL디앤아이한라㈜            | 한라건설㈜                                 |                | 원당동 | 2009년 8월  |                   |
| 당진수청 한라비발디 캠퍼스   | HL디앤아이한라㈜            | ㈜에스케이이엔디                           |                | 수청동 | 2020년 11월 |                   |
| 호반써밋 시그니처            | 호반건설                    | 호반건설                                   | 수청3로 20     | 수청동 | 2022년 12월 |                   |
| 호반써밋 시그니처            | ㈜호반산업                  | ㈜호반산업                                 | 수청1로 51     | 수청동 | 2023년 3월  |                   |
| 호반써밋 시그니처            | 호반건설                    | ㈜호반자산개발                             | 수청1로 46     | 수청동 | 2024년 9월  |                   |
| 당진푸르지오 2차             | 대우건설                    | 대우건설                                   |                | 읍내동 | 2016년 6월  |                   |
| 당진이안                     | 대우산업개발                | ㈜휴먼레스                                 |                | 읍내동 | 2005년 10월 |                   |
| 코오롱하늘채                 | 코오롱건설                  | 코오롱건설                                 |                | 읍내동 | 2005년 10월 |                   |
| 당진 대동다숲                | 대동건설                    | ㈜경산개발                                 |                | 채운동 | 2009년 11월 |                   |
| 당진 삼성쉐르빌              | 삼성중공업                  | ㈜동림                                     |                | 채운동 | 2007년 12월 |                   |
| 현대그린                     | 고려산업개발㈜              | ㈜협신주택                                 |                | 시곡동 | 1996년 12월 |                   |

## 교통

### 버스
- 당진종합버스터미널

### 도로
- 서해안고속도로, 서산영덕고속도로 당진 분기점
- 국도 제32호선
- 지방도 제615호선
- 지방도 제633호선

## 참고 자료
- 이 문서에는 다음커뮤니케이션(현 카카오)에서 GFDL 또는 CC-SA 라이선스로 배포한 글로벌 세계대백과사전의 내용을 기초로 작성된 글이 포함되어 있습니다.